# 歐非細叢蘚
歐非細叢蘚（学名：Microbryum rectum）为叢蘚科細叢蘚屬下的一个种。